# Noáin (Valle de Elorz)
Noáin (Vallée d'Elorz) (en basque Noain (Elortzibar) ou en espagnol Noáin (Valle de Elorz)) est une ville et une municipalité de la communauté forale de Navarre (Espagne).
Elle est située dans la zone non bascophone bien que depuis le 3 février 2010, possibilité lui ait été donnée de rejoindre la zone mixte, elle a cependant choisi de rester en zone non bascophone. Elle appartient à la mérindade de Sangüesa. et se situe à 5 km de sa capitale, Pampelune.

## Géographie
La municipalité est composée des villages suivants : Noáin, Imarcoain, Elorz, Torres de Elorz, Guerendiain, Yarnoz, Zabalegui, Zulueta, Oriz, Otano et Ezperun.

## Localités limitrophes
Vallée d'Aranguren au nord, Valdorba et Vallée d'Izarbe au sud, la Vallée d'Unciti et Monreal au sud et Communauté de Galar et Beriáin à l'ouest. Son territoire est traversé par la rivière Elorz.

## Histoire

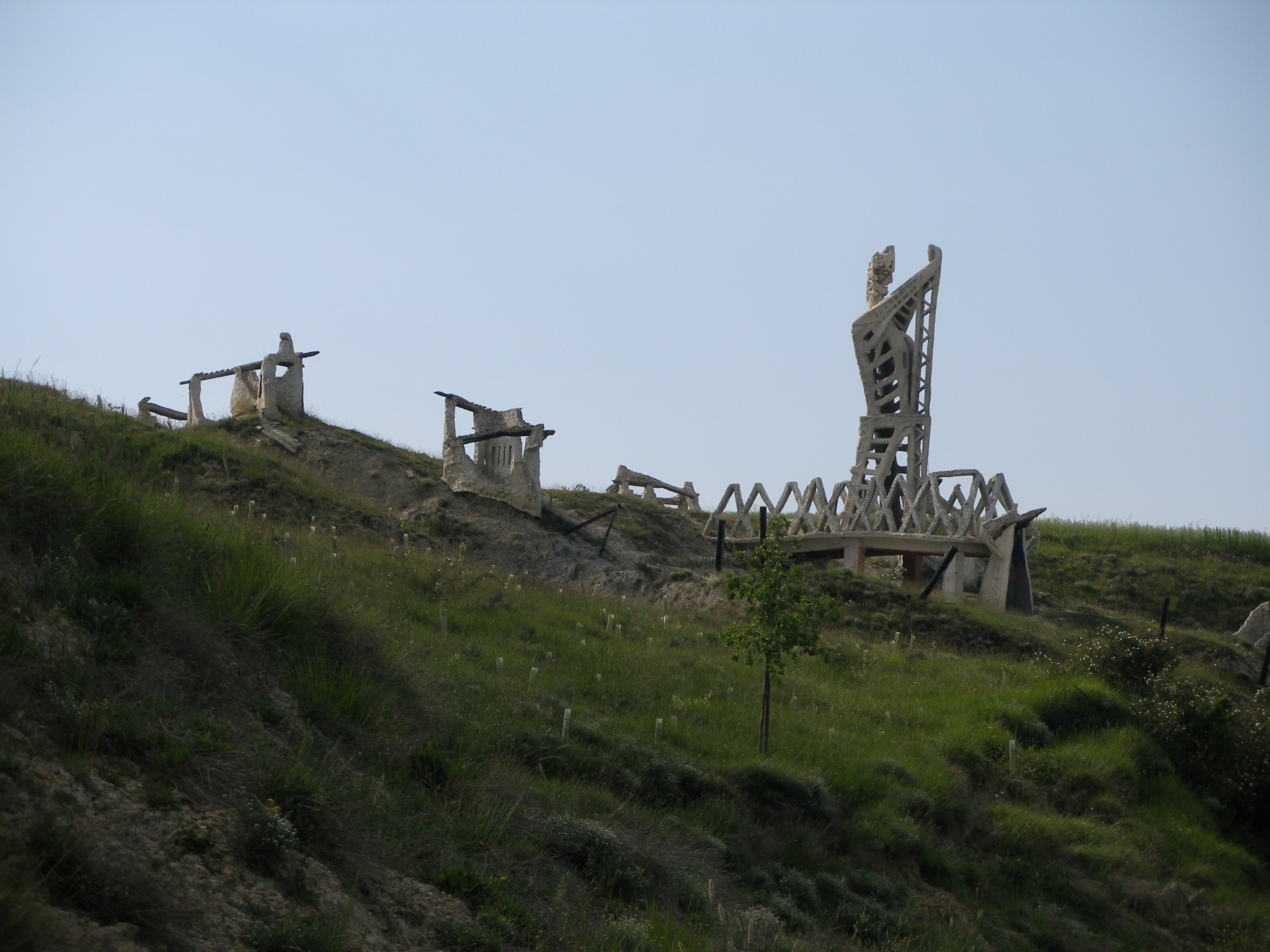
Monument commémoratif de la bataille de Noáin

## Démographie
| Évolution démographique                               | Évolution démographique | Évolution démographique | Évolution démographique | Évolution démographique | Évolution démographique | Évolution démographique | Évolution démographique | Évolution démographique | Évolution démographique | Évolution démographique |
| 1996                                                  | 1998                    | 1999                    | 2000                    | 2001                    | 2002                    | 2003                    | 2004                    | 2005                    | 2006                    | 2007                    |
| ----------------------------------------------------- | ----------------------- | ----------------------- | ----------------------- | ----------------------- | ----------------------- | ----------------------- | ----------------------- | ----------------------- | ----------------------- | ----------------------- |
| 3 857                                                 | 3 879                   | 3 869                   | 3 921                   | 3 972                   | 4 070                   | 4 169                   | 4 254                   | 4 496                   | 4 789                   | 5 322                   |
| Sources: Noáin et instituto de estadística de navarra |                         |                         |                         |                         |                         |                         |                         |                         |                         |                         |

## Transports en commun
Les lignes  16 N4 de Eskualdeko Hiri Garraioa desservent Noain.

## Patrimoine

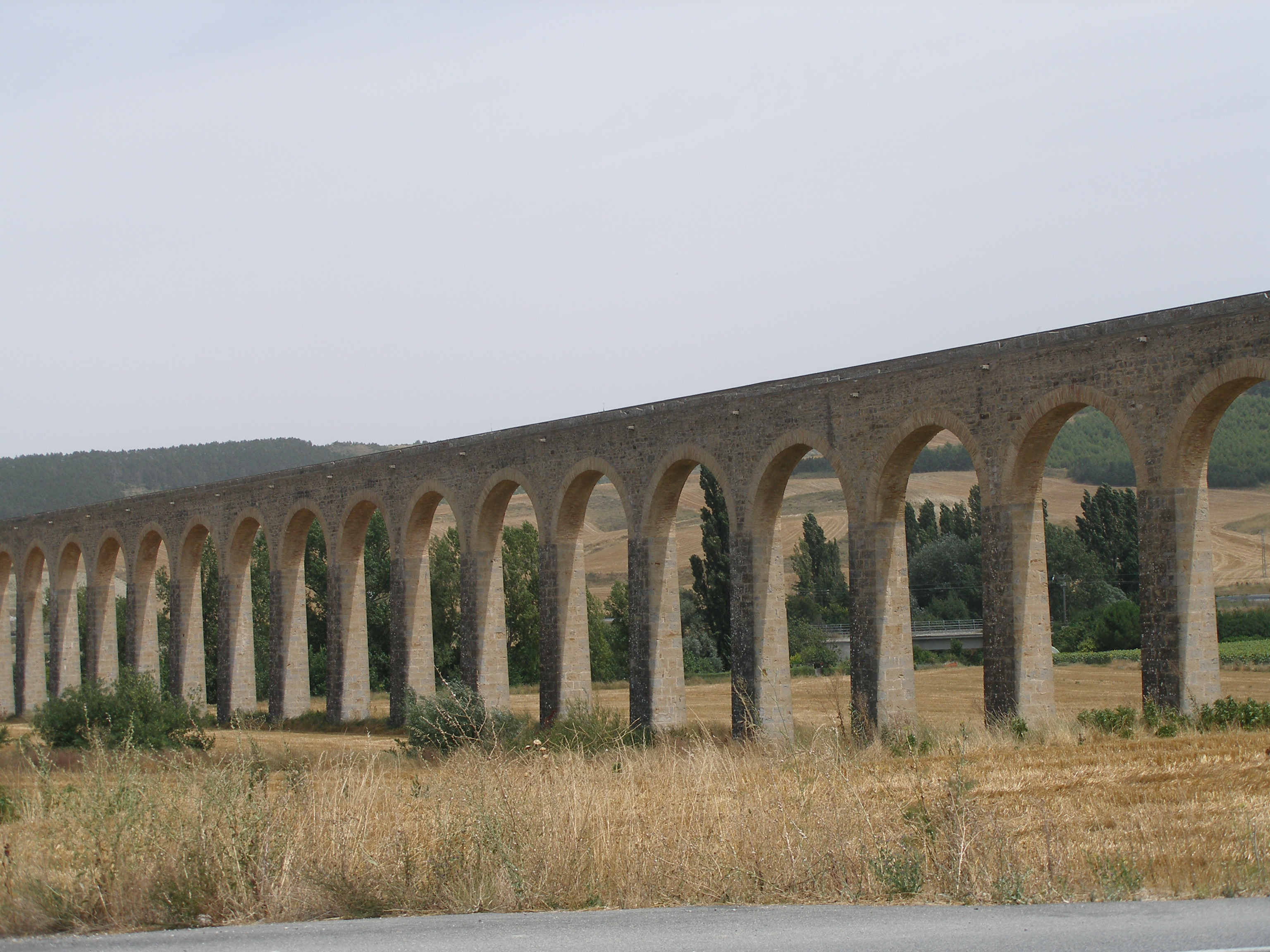
Aqueduc de Noáin

### Patrimoine civil
- Pont médiéval d'Otano
- Tour crénelée de Yárnoz

### Patrimoine religieux
- Église de style gothique: San Miguel de Arcángel, en service uniquement l'été.
- Église San Juan Bautista de Guerendiáin
- Église de La Ascensión d'Otano
- Église paroissiale de La Nativité de Yárnoz

## Personnalités

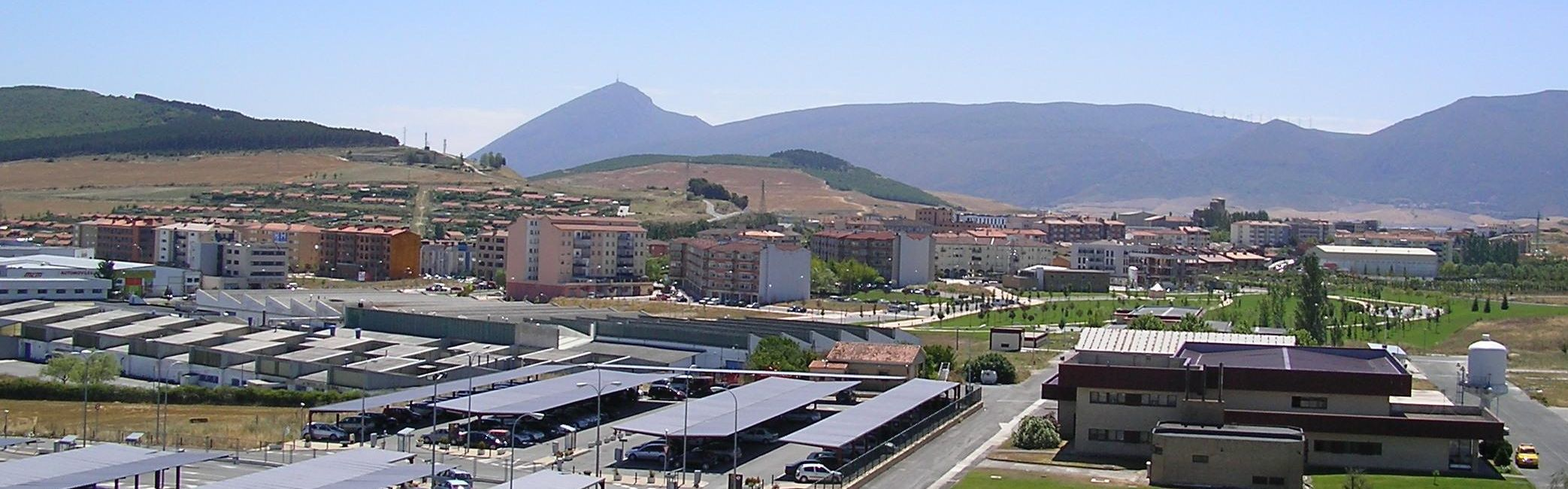
Noáin vu depuis la tour de contrôle de l'aéroport

### Sources
- (es) Cet article est partiellement ou en totalité issu de l’article de Wikipédia en espagnol intitulé « Noáin » (voir la liste des auteurs).